# Упрямка
Упрямка — река в России, протекает в Шелаболихинском районе Алтайского края. Длина реки составляет 11 км.
Начинается к северу от озера Чёрненького, течёт по заболоченной пойме Оби, сначала на север, потом на юго-запад. Устье реки находится в 43 км по правому берегу реки Кишкинский Исток (она же — озеро Кишкино) на высоте 121 метр над уровнем моря между сёлами Селезнёво и Омутское.

## Данные водного реестра
По данным государственного водного реестра России относится к Верхнеобскому бассейновому округу, водохозяйственный участок реки — Обь от города Барнаул до Новосибирского гидроузла, без реки Чумыш, речной подбассейн реки — бассейны притоков (Верхней) Оби до впадения Томи. Речной бассейн реки — (Верхняя) Обь до впадения Иртыша.